# Штрукљи
Штрукљи су традиционално словеначко јело. Познати су у разним верзијама у свим покрајинама и гастрономским регијама. Углавном су се припремали за велике заједничке радове и празнике.

## Дефиниција и разликовање
С обзиром да се назив штрукљи (једнина: штрукељ) може односити на једно јело са различитим називима и више различитих јела са истим именом, разликујемо:
- јака јела од разних врста пуњеног и ваљаног теста, са сланим или слатким филовима, која се припремају кувана, печена или на пари,
- переце печене у четвртастом плеху или чинији у једном комаду или исечене на мање равне комаде,
- крепка јела (штрудла) од разних врста пуњеног и ваљаног теста, са сланим или слатким филовима, која се припремају печена.

## Име
У Словенији постоји неколико дијалекатских назива за поједине врсте штрукља, али се најчешће употребљава реч штрукељ, која је преузета од аустријског немачког (Struckel) и сличне немачке речи ('Strudel', замотати), што означава јело од умотаних пужева.

## Састав и начин припреме
Првобитно су се правиле само од вученог теста. Правили су се од белог брашна, касније и од хељде. Данас се спремају и од дизаног, лиснатог теста, теста за резанце и кромпира. Штрукље се кувају на пари, пеку или чак прже. Штрукљи се одвајају по начину кувања, по тесту и по пуњењу; ораси, сир, јабука. Пуњења могу бити слатка или слана.